# Soltera (Shakira)
Soltera è un singolo della cantante colombiana Shakira, pubblicato il 25 settembre 2024.

## Descrizione
Soltera è stato descritto dalla critica specializzata come un brano afrobeat e tropical pop, con influenze dai generi kizomba e calypso. Il testo rappresenta un inno all'indipendenza e all'empowerment femminile.

## Video musicale
Il video, diretto da Jaume de la Iguana, è stato reso disponibile l'11 ottobre 2024. Esso vede la partecipazione delle cantanti Anitta, Danna Paola, Natti Natasha e del produttore Bizarrap.

## Classifiche
| Classifica (2024) | Posizione massima |
| ----------------- | ----------------- |
| Argentina         | 7                 |
| Bolivia           | 5                 |
| Cile              | 5                 |
| Colombia          | 5                 |
| Costa Rica        | 1                 |
| Ecuador           | 3                 |
| Messico           | 25                |
| Spagna            | 4                 |
| Stati Uniti       | 113               |